# Picea glehnii
Picea glehnii es una especie de conífera perteneciente a la familia Pinaceae. Se encuentran en Japón y Rusia.

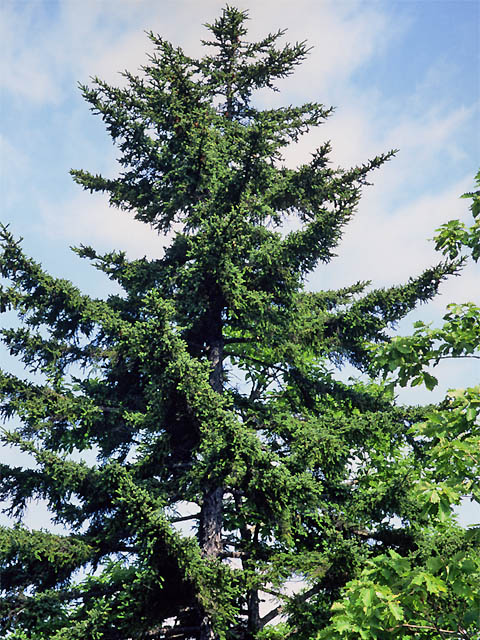
Picea glehnii

## Descripción
Es un árbol con la corona piramidal que alcanza los 25-35 metros de altura con hojas lineales de color verde. Las semillas en una piña cilíndrica.

## Taxonomía
Picea glehnii fue descrita por (F.Schmidt) Mast. y publicado en The Gardeners' Chronicle, new series 13: 300. 1880.
Etimología
Picea; nombre genérico que es tomado directamente del Latín pix = "brea", nombre clásico dado a un pino que producía esta sustancia
glehnii: epíteto nombrado en honor del botánico ruso Peter von Glehn. 
Sinonimia
- Abies glehnii F.Schmidt
- Pinus glehnii (F.Schmidt) Voss[4]